# St. Peter's Boys School
L'école de St. Peter est un pensionnat réservé aux garçons situé dans la ville de Panchgani, dans le Maharashtra, dans l’ouest de l’Inde. L'école a été fondée en 1904. Le campus de l'école couvre une superficie d'environ 23 hectares. L'école fonctionne sur les lignes de l'école publique.
Freddie Mercury a été l'un de ses élèves les plus notables.